# 307 Nike
Nike (asteroide 307) é um asteroide da cintura principal com um diâmetro de 54,96 quilómetros, a 2,5107699 UA. Possui uma excentricidade de 0,13839 e um período orbital de 1 816,92 dias (4,98 anos).
Nike tem uma velocidade orbital média de 17,44796049 km/s e uma inclinação de 6,11992º.
Esse asteroide foi descoberto em 5 de Março de 1891 por Auguste Charlois.